# Irish Open 1938
Die Irish Open 1938 waren die 32. Austragung dieser internationalen Meisterschaften von Irland im Badminton. Sie fanden in Belfast statt.	

## Finalresultate
| Disziplin    | Sieger                        | Finalist                       | Ergebnis           |
| ------------ | ----------------------------- | ------------------------------ | ------------------ |
| Herreneinzel | Thomas Boyle                  | Kenneth Wilson                 | 15–7, 15–4         |
| Dameneinzel  | Daphne Young                  | Mavis Macnaughton              | 1–11, 12–9, 12–9   |
| Herrendoppel | Kenneth Wilson Alan Titherley | J. W. McGarry M. McGarry       | 15–7, 15–7         |
| Damendoppel  | Daphne Young Norma Stoker     | Mavis Macnaughton Olive Wilson | 9–15, 15–7, 15–8   |
| Mixed        | Thomas Boyle Olive Wilson     | Alan Titherley Norma Stoker    | 14–15, 15–12, 15–6 |